# نیخار
نیخار دهستانی در استان آلمریای اسپانیا است.
در این دهستان ۱۹٬۳۳۲ نفر زندگی می‌کنند. مساحت این دهستان ۶۰۱ کیلومتر مربع است.